# بريتاني شاين
بريتاني شاين (بالإنجليزية: Brittany Shane)‏ هي ملحنة ومغنية مؤلفة أمريكية، ولدت في 4 يناير 1977 في بارابو في الولايات المتحدة.

## وصلات خارجية
- بريتاني شاين على موقع ميوزك برينز (الإنجليزية)